# Operación Scherhorn
La Operación Scherhorn (según fuentes inglesas) u Operación Berezino (nombre en clave soviético u original) o también llamada como "Operación Beresino" (según fuentes de la Alemania Oriental) fue una operación secreta de engaño llevada a cabo por el NKVD contra los servicios secretos nazis entre agosto de 1944 y mayo de 1945. Fue propuesta por Iósif Stalin, redactada por Mikhail Maklyarsky y ejecutada por Pavel Sudoplatov y sus subordinados del NKVD, con la ayuda de antifascistas y comunistas alemanes.
El principal objetivo de la Operación Berezino era crear la ilusión de que había un gran grupo armado alemán operando detrás de la línea del frente en territorio soviético (como si hubieran sido cercadas por las tropas soviéticas) y agotar los recursos de la inteligencia nazi mediante la captura y exterminio de los agentes de campo enviados para ayudar a estas tropas ficticias. El NKVD creó así una falsa «bolsa de resistencia» alemana bajo el «mando» del teniente coronel Heinrich Scherhorn, un auténtico prisionero de guerra alemán obligado a cooperar con los soviéticos. La respuesta alemana, la Operación Freischütz de Otto Skorzeny (Operación Furtivo en las fuentes inglesas de posguerra) la cual se desarrolló según las expectativas soviéticas. Los comandos alemanes enviados por Skorzeny fueron arrestados rutinariamente y obligados a participar en el funkspiel (transmitir información controlada a través de la radio de un agente capturado para que el servicio principal del agente no tuviera conocimiento de que el soldado había sido convertido o colaboraba con el enemigo) soviético. El apoyo alemán fue desapareciendo gradualmente, pero el mando alemán mantuvo contacto por radio con el «Grupo Scherhorn» hasta mayo de 1945.

## Antecedentes
Según Pavel Sudoplatov, los oficiales del NKVD Victor Ilyin y Mikhail Maklyarsky concibieron la Operación Berezino como una extensión de la Operación Monastyr («Operación Monasterio») (1941-1944). En 1941, el agente del NKVD Alexander Demyanov (Алекса́ндр Петро́вич Демья́нов, nombre en clave soviético Heyne), que se disfrazó de bohemio descontento de la alta sociedad, estableció contacto con el alemán residente en Moscú. El NKVD aprovechó esta oportunidad para sacar a la luz la red encubierta de la Abwehr en la Unión Soviética. En diciembre de 1941, Demyanov «desertó» a los alemanes y se presentó en la oficina de campo de la Abwehr en Smolensk, una ciudad al oeste de Rusia, cerca de la frontera con la actual Bielorrusia. Tres meses después, regresó a Moscú como agente alemán de confianza. Su apartamento se convirtió en una trampa mortal para decenas de auténticos agentes alemanes, pero conservó la confianza de sus superiores alemanes. A mediados de 1942, el oficial de control de Demyanov, Willie Fischer, amplió la operación hasta convertirla en una campaña de desinformación de nivel estratégico. Durante más de dos años, Demyanov suministró a Reinhard Gehlen, jefe del departamento Fremde Heere Ost (Ejércitos Extranjeros del Este cuya finalidad era la de ser una organización de inteligencia del OKH para el análisis de los países del este antes y durante la guerra), «planes militares» cuidadosamente redactados.
Según Sudoplatov, el éxito alemán en el rechazo de la Operación Marte estuvo, en parte, influido por la información «correcta» suministrada a Gehlen a través de Demyanov. La intención de suministrar a los alemanes información sobre una operación era llevar a cabo un engaño estratégico para distraer a los alemanes de la simultánea Operación Urano en el sur. De hecho, los alemanes fueron sorprendidos por este último ataque, lo que provocó el cerco y la rendición final del 6º Ejército alemán en Stalingrado. Esta versión es discutida por el historiador David Glantz, que argumenta que la operación Rzhev no pretendía ser un ataque de engaño o distracción, sino que se convirtió en una justificación propagandística post-hoc, para proteger a Zhukov de la culpa por el costoso fracaso de la Operación Marte.
Según Sudoplatov, Iósif Stalin supervisó personalmente el progreso de la Operación Monastyr. Los hombres del NKVD que participaron en ella fueron bien recompensados, pero Stalin no estaba satisfecho con el limitado alcance de la operación. Poco antes del comienzo de la Operación Bagration, convocó a Victor Abakumov, Vsevolod Merkulov, Fyodor Fedotovich Kuznetsov y Sudoplatov y ordenó una nueva campaña de desinformación. Las instrucciones de Stalin, registradas por Sergei Shtemenko, cambiaron el objetivo hacia la destrucción física metódica de las fuerzas especiales alemanas y su capacidad de inteligencia. Sudoplatov tenía que establecer un «campamento alemán» creíble detrás de las tropas soviéticas que avanzaban y pedir ayuda al mando alemán. Stalin pensó que los alemanes gastarían sus mejores comandos en inútiles misiones de rescate. El «campamento» falso también desviaría los recursos del puente aéreo alemán del apoyo a los verdaderos focos de resistencia.

## Planeación
La nueva operación, cuyo nombre en clave era Berezino, fue redactada por el coronel Mikhail Maklyarsky y aprobada por Stalin, el jefe del NKVD Lavrenty Beria y el ministro de Asuntos Exteriores Vyacheslav Molotov. Los oficiales del NKVD Nahum Eitingon, Willie Fischer, Mikhail Maklyarsky, Alexander Demyanov y Yakov Serebryansky partieron hacia Bielorrusia con un grupo de antifascistas de etnia alemana. Más alemanes prosoviéticos, que antes habían participado en la limpieza de los bosques de hermanos polacos y lituanos, se unieron a ellos en el campamento base, a unos 100 kilómetros (62 mi) al este de Minsk. Los hombres del NKVD examinaron grupos de prisioneros de guerra alemanes capturados durante la Operación Bagration y eligieron al teniente coronel Heinrich Scherhorn como «frente» para su operación. Scherhorn, antiguo comandante del regimiento de guardias de la 286° División de Seguridad fue hecho prisionero el 9 de julio de 1944. Según el veterano del NKVD Igor Schors, la elección fue sellada por la conexión entre la familia Scherhorn y Hitler; a principios de los años 30 el padre de Scherhorn había hecho importantes donaciones al Partido Nazi. Scherhorn y su operador de radio aceptaron jugar el juego soviético. El comunista alemán Gustav Rebele asumió el papel de ayudante de Scherhorn, vigilando a su «comandante» día y noche.
Berezino comenzó el 18 de agosto de 1944 con un mensaje inalámbrico de Max, que en realidad era el agente del NKVD Alexander Demyanov, al Mando alemán. Max informó de que el destacamento de 2.500 hombres de Scherhorn estaba cercado por los soviéticos en los pantanos cercanos al río Berezina. Según fuentes alemanas, el coronel Hans-Heinrich Worgitzky, del contraespionaje del OKH, sospechó que se trataba de un funkspiel soviético y se negó a comprometer a sus hombres para rescatar a «Scherhorn». Gehlen intervino y exigió apoyo total para «Scherhorn», que, en su opinión, encajaría perfectamente en el plan de Otto Skorzeny de acción guerrillera detrás de la línea del frente. El jefe del Estado Mayor del Oberkommando der Wehrmacht (OKW, Alto Mando de las Fuerzas Armadas), Alfred Jodl, dio instrucciones a Skorzeny para que iniciara la operación de rescate.

## Primeras bajas
Según el comunista alemán Karl Kleinjung, a principios de septiembre, Eitingon anunció el primer éxito; el mando alemán confirmó la partida de un grupo de cuatro o cinco comandos. Los soviéticos reunieron un «grupo de bienvenida» vestido con maltrechos uniformes de campaña nazis. Algunos, como Kleinjung, eran alemanes étnicos, otros eran hombres del NKVD que no hablaban el idioma. Entre la 01:00 y las 02:00 del 16 de septiembre, un Heinkel He 111 realizó dos vuelos sobre la zona de lanzamiento, soltando contenedores de suministros y paracaidistas. Según la página oficial del SVR, había tres operadores de radio; según Kleinjung, había dos comandos de las SS, uno de ellos operador de radio, y dos agentes de ascendencia báltica. Estos dos últimos fueron sometidos en silencio por el NKVD, mientras que los dos hombres de las SS fueron recibidos cordialmente y escoltados hasta la tienda de Scherhorn. Tras la reunión, los invitados fueron detenidos por el NKVD y obligados a cooperar en el funkspiel. Informaron por radio de su aterrizaje seguro, persuadiendo al mando alemán de que la operación se había desarrollado según lo previsto. Les siguieron otros tres equipos de comandos; según Kleinjung, el NKVD interceptó a los tres sin levantar sospechas.
Otto Skorzeny escribió sobre cuatro equipos aerotransportados de las SS. Todos iban vestidos con uniformes de campaña soviéticos, armados con pistolas soviéticas y despojados de cualquier objeto personal que pudiera delatar sus identidades. El primero (Einsatz P) desapareció antes de que los comandos o la tripulación del avión pudieran confirmar el aterrizaje. El segundo (Einsatz S) contactó por radio con Skorzeny tras cuatro días de silencio. Informaron de que habían llegado a salvo a su objetivo; Scherhorn habló con el mando alemán por radio. El tercer equipo (Einsatz M) desapareció sin dejar rastro. El cuarto (Einsatz P) informó de que habían aterrizado lejos de la zona de lanzamiento y tuvieron que llegar a pie, vagando por los bosques infestados de NKVD y desertores soviéticos, pero pronto se perdió el contacto. Tres semanas más tarde, el Einsatz P cruzó a salvo la línea del frente en Lituania, informando de horrores de atrocidades soviéticas en su camino.

## Juego de espías
«Scherhorn» informó de que era imposible un avance rápido debido al gran número de heridos y el mando alemán sugirió el transporte aéreo de los heridos a la retaguardia alemana, lo que, según Kleinjung, habría puesto al descubierto la estratagema soviética. Skorzeny envió a un ingeniero para dirigir la construcción de la pista. Los soviéticos respondieron con la escenificación de un creíble combate nocturno entre el «Grupo Scherhorn» y las «tropas soviéticas» en el mismo momento en que dos aviones de transporte llegaban sobre el aeródromo debidamente iluminado. Uno de los pilotos intentó aterrizar a pesar de la conmoción en tierra, pero inmediatamente antes del aterrizaje los hombres del NKVD apagaron las luces de la pista, obligando a ambos aviones a abandonar su misión. Skorzeny recibió informes de que la pista había quedado inutilizada permanentemente por un ataque aéreo soviético.
Según fuentes rusas, la ejecución de este ataque aéreo fue planeada por el coronel Ivan Fyodorov del 4º Ejército del Aire. Antes de que este ataque nocturno pudiera materializarse, el NKVD cambió de opinión y decidió utilizar a Fiodorov como peón en su juego con Skorzeny. Fiódorov tuvo que desertar a «Scherhorn», volar a Alemania con uno de los aviones de Skorzeny y operar allí como agente doble. Fiodorov, uno de los pocos soviéticos condecorados con la Cruz de Hierro nazi, era bien conocido por la Luftwaffe y la Abwehr y podría haber sido un agente doble perfecto, de no haber sido por su personalidad explosiva y franca.
En lugar de acercarse abiertamente a Fiódorov, el NKVD preparó una emboscada simulada. Hombres del NKVD que se hacían pasar por nacionalistas bielorrusos y monárquicos rusos secuestraron a Fiódorov, lo llevaron a su campamento en el bosque y le presionaron para que cambiara de bando. Los reclutadores pronto se dieron cuenta de que Fiódorov no era apto para el puesto; el mayor Kopirovsky, autor de la propuesta fallida, sugirió liquidarlo, pero Demiánov le desautorizó y se permitió a Fiódorov «huir» del campamento y regresar a las Fuerzas Aéreas.

## Agonía
Skorzeny y Gehlen seguían confiando en la existencia y la valía en combate del grupo de 2.000 hombres. Según Kleinjung, dieron instrucciones a Scherhorn para que lo dividiera: una mitad debía marchar 250 kilómetros (160 mi) hacia el norte, hasta la frontera entre Letonia y Lituania, y otra hacia el sur. Según Skorzeny, ambos destacamentos debían marchar hacia el norte, con la vanguardia SS más pequeña despejando el camino a la fuerza principal de Scherhorn. Scherhorn sugirió que su marcha podría ponerles en contacto con población polaca y Skorzeny le envió a sus agentes. También cayeron en manos de Sudoplatov y pusieron al descubierto la red alemana en Polonia. Los alemanes abastecieron continuamente a «Scherhorn» con alimentos y equipos, absorbiendo los escasos recursos de la Kampfgeschwader 200. Según la página oficial del SVR, los alemanes enviaron 39 vuelos y lanzaron 22 comandos con 13 aparatos inalámbricos. Esto, según Kleinjung, creó un problema logístico para el NKVD: su equipo, antes compacto, se convirtió en una gran formación. Todos los operadores de radio alemanes permanecieron con el grupo para mantener el contacto por radio con sus controladores alemanes y el número de sus guardias de la NKVD y personal asistente creció en consecuencia.
En enero de 1945, los suministros aéreos disminuyeron porque la línea del frente se había desplazado demasiado hacia el oeste y la Luftwaffe no podía permitirse el combustible para abastecer un campamento militar remoto. El Grupo Scherhorn aumentó su actividad por radio, inundando el mando alemán con peticiones de ayuda. Para motivar al mando alemán, «Scherhorn» propuso una enérgica marcha hacia la zona de Daugavpils, donde el hielo era lo suficientemente grueso como para que pudieran aterrizar aviones de transporte, y Gehlen desarrolló una fijación por el éxito del «Raid Scherhorn». El 20 de febrero de 1945, tomó el mando de la operación de manos de Skorzeny y declaró que era una cuestión de prestigio que había que apoyar a toda costa. En marzo, Skorzeny se manifestó en contra de la gestión en solitario de Gehlen y éste dio marcha atrás a regañadientes. [Scherhorn siguió siendo un héroe nacional y el 23 de marzo de 1945 fue condecorado con el grado de coronel y la Cruz de Caballero]. Según la página oficial del SVR, el mando alemán se comunicó con «Scherhorn» hasta el 5 de mayo de 1945; según Kleinjung y Skorzeny, «Scherhorn» permaneció en contacto con el mando hasta el 8 de mayo.

## Consecuencias
Tras el final de la guerra, Sudoplatov utilizó a Scherhorn para reclutar al almirante cautivo Erich Raeder y a su esposa. El intento fracasó: según Sudoplatov, Scherhorn y Raeder eran «incompatibles entre sí». Scherhorn y su grupo permanecieron prisioneros en un campo cercano a Moscú y fueron repatriados a principios de la década de 1950. Sudoplatov fue detenido a raíz de la ejecución de Lavrenty Beria, y cumplió 15 años de prisión; en 1992 fue absuelto de cargos penales.
Alexander Demyanov (Max) se retiró del NKVD tras una infructuosa misión de posguerra en Francia. Según Sudoplatov, Gehlen ofreció a Max en venta a los estadounidenses, pero para entonces el verdadero Alexander Demyanov estaba fuera de su alcance. Trabajó como ingeniero en los estudios Mosfilm y murió en Moscú en 1975. Mikhail Maklyarsky también trabajó para la industria cinematográfica como guionista. Ni ellos ni ninguno de los oficiales del NKVD que participaron en la Operación Berezino fueron recompensados por ello.
Reinhard Gehlen fundó el Bundesnachrichtendienst, el servicio secreto de Alemania Occidental, y lo dirigió hasta 1968.
Karl Kleinjung, uno de los asistentes de etnia alemana del campo de Scherhorn, ascendió rápidamente en la burocracia de Alemania Oriental y se convirtió en el jefe de la Primera Dirección General (HA I) de la Stasi, responsable de la inteligencia exterior. En 1997 fue acusado de los asesinatos de civiles en la frontera interior de Alemania y absuelto en el juicio.
Willie Fischer trabajó como espía del KGB en Estados Unidos desde 1948 hasta su detención en 1957 bajo el alias de Rudolf Abel, en lo que se conoció como el Caso del Níquel Hueco. En 1962 fue canjeado por el piloto del U-2 Francis Gary Powers.